# Ballana arma
Ballana arma är en insektsart som beskrevs av Delong 1937. Ballana arma ingår i släktet Ballana och familjen dvärgstritar. Inga underarter finns listade i Catalogue of Life.